# Frances Alda
Frances Alda, właśc. Jeanne Davies (ur. 31 maja 1879 lub 1883 w Christchurch, zm. 18 września 1952 w Wenecji) – amerykańska śpiewaczka pochodzenia nowozelandzkiego, sopran.

## Życiorys
Studiowała u Mathilde Marchesi w Paryżu. Zadebiutowała na scenie w 1904 roku w paryskiej Opéra-Comique w głównej roli w Manon Jules’a Masseneta. W kolejnych latach śpiewała w Théâtre de la Monnaie w Brukseli (1905–1908), Covent Garden Theatre w Londynie (1906), La Scali w Mediolanie (1908) i Teatro Colón w Buenos Aires (1908). W latach 1908–1929 występowała w nowojorskiej Metropolitan Opera. Występowała też w Bostonie (1909–1913) i Chicago (1914–1915). W 1939 roku otrzymała obywatelstwo amerykańskie.
Do jej popisowych ról należały Violetta w Traviacie, Desdemona w Otellu, Leonora w Trubadurze, Małgorzata w Fauście, Mimi w Cyganerii, Cio-Cio-San w Madame Butterfly.
W latach 1910–1928 jej mężem był Giulio Gatti-Casazza.